# マヌエル・ホセ・エストラーダ・カブレーラ
マヌエル・ホセ・エストラーダ・カブレーラ（Manuel José Estrada Cabrera、1857年11月21日 - 1923年9月24日）は、グアテマラの政治家、法律家。グアテマラ大統領（在職1898年 - 1920年）として22年間にわたり独裁権力をにぎり、文民政治家でありながら、配下の軍人を巧みに操作して軍に絶大な権力を行使した。自分の母親の誕生日を国祭日とするなど奇行も多い。

## 生涯
1898年にホセ・マリア・レイナ・バリオス大統領が暗殺されたのを受け臨時大統領に就任。当初は道路や鉄道の建設、教育や文化の重視など進歩的政策をうちだすが、次第に独裁色を強めていった。
翌年設立したユナイテッド・フルーツ社と結託し、数年の内にバナナ産業を独占し、鉄道・港湾・通信網を支配させた。1903年には憲法改正により大統領の再選禁止条項を破棄。翌年に元大統領のマヌエル・リサンドロ・バリージャスを破り再選。1904年には、グアテマラ市 - プエルト・バリオス間の鉄道建設をユナイテッド・フルーツ社に依頼。これと引き換えに、99年間にわたる特権を与えた。
1908年に選挙で敗北後メキシコに亡命していたバリージャスを現地で暗殺させた。大統領府の近衛兵はバリージャス暗殺を怒り、エストラーダ・カブレーラを拉致して一斉射撃を加えるが、エストラーダ・カブレーラは重傷を負いながら奇跡的に命をとりとめた。報復として暗殺参加者を家族・友人を含め粛清して野党指導者もすべて刑務所に送るなど徹底して弾圧する。
しかし、1920年には首都を襲った地震のあと、エストラーダ・カブレーラに対する非難が高まり自然発生的なデモが首都で発生する。議会は大衆の怒りを背景に「精神的な理由で職務を続行できなくなった」と宣言してエストラーダ・カブレーラを放逐。裁判所は狂人と認定し財産没収の上投獄させた。そのためエストラーダ・カブレーラは大統領を辞任して1923年に獄死した。

## 関連作品
- ミゲル・アンヘル・アストゥリアス著 『大統領閣下』 （小説）